# ریترهوده
ریترهوده (به آلمانی: Ritterhude) یک شهر در آلمان است که در استرهلتس واقع شده‌است. ریترهوده ۱۴٬۵۴۵ نفر جمعیت دارد.

## خواهرخوانده
شهرهای Val-de-Reuil، اشتوم و باد بلتسیگ خواهرخوانده‌های ریترهوده هستند.